# Henry De Wolf Smyth

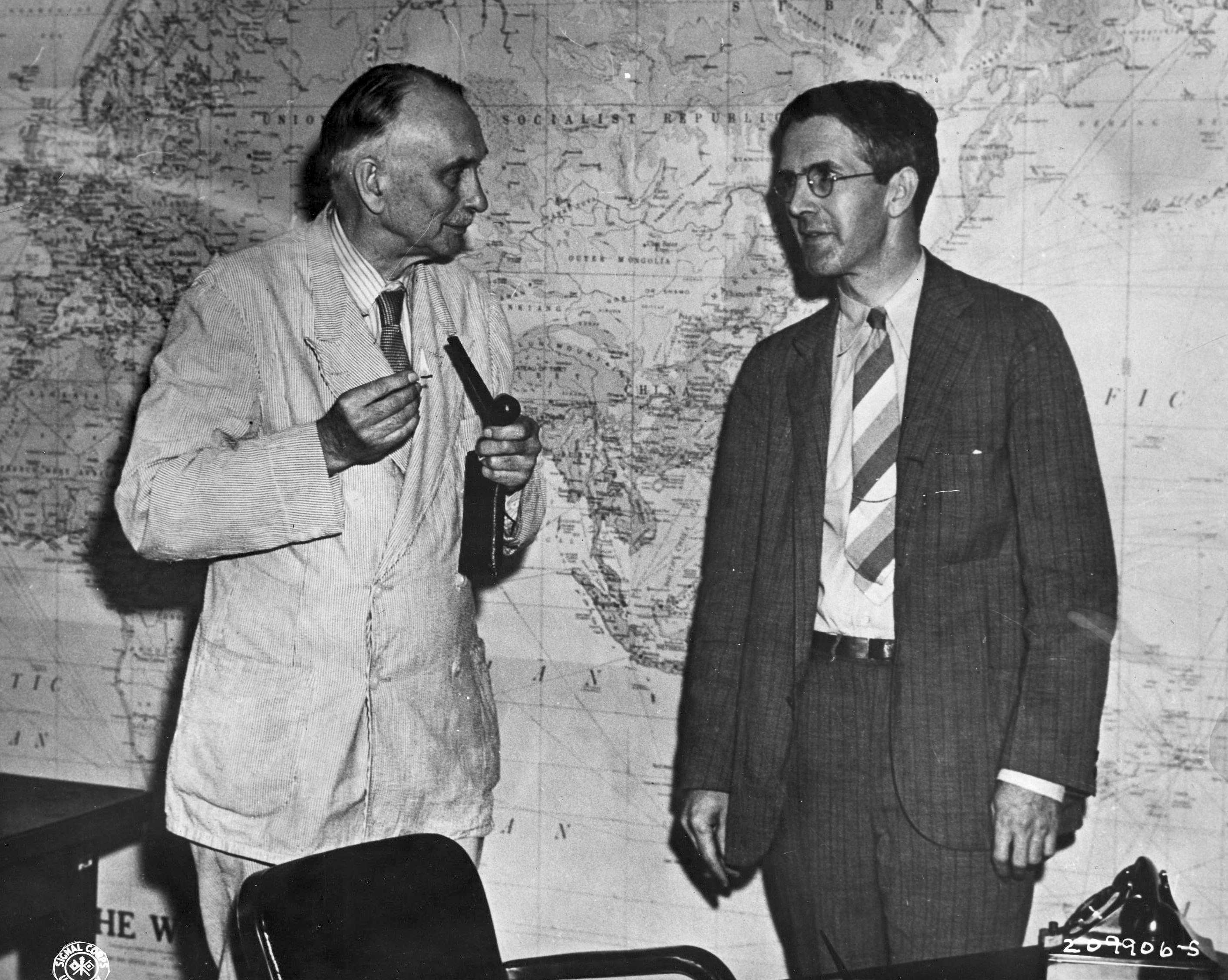
Henry De Wolf Smyth (rechts) mit Richard C. Tolman (1945)

Henry De Wolf Smyth (auch Henry DeWolf Smyth; * 1. Mai 1898 in Clinton, New York; † 11. September 1986) war ein US-amerikanischer Physiker, Diplomat und Verwaltungsfachmann, der einige wichtige Aufgaben in der frühen Entwicklung der Kernenergie wahrnahm. Im Wesentlichen dürfte er als Verfasser und Herausgeber des nach ihm benannten und am 12. August 1945 veröffentlichten Smyth-Reports bekannt geworden sein. In diesem offiziellen, auf Anregung von Leslie R. Groves entstandenen, Regierungsbericht wurde erstmals die Geschichte von Entwicklung und Produktion der ersten im Rahmen des Manhattan-Projektes entstandenen Kernwaffen dargestellt, Der Bericht erschien bis 1948 allein bei Princeton University Press in acht Auflagen, die Erstauflage von 60.000 Exemplaren war innerhalb eines Tages ausverkauft.

## Leben
Smyth wurde als Sohn von Charles Henry Smyth, Jr. und Ruth Anne Phelps in Clinton geboren. Als sein Vater eine Professur for Geologie erhielt, zog die Familie 1905 nach Princeton um. Dort besuchte Smyth die Miss Fine’s School und dann bis 1914 die Lawrenceville School. Ein anschließendes Studium an der Princeton University schloss er 1918 mit der Graduierung ab. Danach arbeitete er mit Karl Taylor Compton in einem Forschungsprojekt zusammen, dessen Ergebnisse er im Juli 1919 in einer Arbeit unter dem Titel Tyndall beam and size of particles zusammenfasste. Bis zum Ende des Ersten Weltkrieges arbeitete er in Washington D.C. in einem Labor für chemische Kriegsführung sowie auf dem Versuchsgelände Aberdeen Proving Ground. 1920 erlangte er in Princeton den Abschluss als Master in Physik, 1921 promovierte er dort auch als Ph.D., nachdem die Fakultät eine Sondergenehmigung für das Ablegen zweier Prüfungen in einem Semester erteilt hatte. Mit einem Stipendium des National Research Council arbeitete er von 1921 bis 1923 bei Ernest Rutherford am Cavendish-Laboratorium der University of Cambridge in England. Dort promovierte er ein weiteres Mal und setzte seine Forschungsarbeiten dann bis 1924 in Princeton fort.
Ab 1924 lehrte er wie zuvor schon sein Vater und sein Bruder in Princeton, 1925 wurde er zunächst zum Assistant Professor, 1929 zum Associate Professor und 1936 zum Professor ernannt. Zunächst befasste er sich mit der Ionisierung von Gasen unter dem Einfluss von Elektronenstrahlen und elektrischen Feldern, Molekularstrukturen und Atomenergie. In den Jahren 1931 und 1932 war er im Rahmen eines Guggenheimstipendiums in Göttingen tätig. Ab 1934 wandte er sich mit der Entdeckung des Neutrons durch James Chadwick und nach den durch John Cockcroft, Ernest Walton und Ernest O. Lawrence erzielten Fortschritten in der Beschleunigertechnologie endgültig der Kernphysik zu. Die meisten seiner wissenschaftlichen Publikationen entstanden zwischen 1919 und 1945, darunter auch das zusammen mit Charles W. Ufford 1939 veröffentlichte Werk Matter, Motion and Electricity, eines der ersten Werke, das den Versuch unternahm, eine grundlegende Einführung von der klassischen Physik bis zu den neuesten Entwicklungen zu bieten. Von 1935 bis 1949 leitete er an der Princeton University die Fakultät für Physik, in diesem Zeitraum entstanden dort zwei Zyklotrons (1935, 1946). Smyth wendete großen Aufwand für die Neuorganisation der Einführungskurse auf und setzte sich besonders für die Integration von Lehre und Forschung ein. Er bemühte sich, anhand von Beispielen die Qualität der Vorlesungen zu verbessern.
Ab 1940 ließ er sich für die Arbeit bei dem Uranium Committee des Forschungskomitees für die Nationale Verteidigung (National Defense Research Committee) beurlauben, dort arbeitete er mit Fermi, Szilard und J. A. Wheeler zusammen. Mit der auf seinen Vorschlag hin durchgeführten Trennung der Uranisotope auf elektromagnetischem Weg konnten zwischen Herbst 1941 und 1943 größere Mengen Uran-235 gewonnen werden. Nach der Zuordnung des Uranium Committees zum mit militärischen Belangen befassten Office of Scientific Research and Development im Jahre 1941 übernahm er für 18 Monate die Budget- und Programmüberwachung, um Empfehlungen zur Fortführung oder Einstellung einzelner Forschungs- und Entwicklungsmaßnahmen erarbeiten zu können. Von 1943 bis 1945 beriet er das Manhattan-Projekt. Von 1943 bis 1944 arbeitete er zunächst als Vizedirektor, später als Berater für das Metallurgical Laboratory der University of Chicago, an dem sich eine Gruppe um Arthur Compton mit der Produktion von schwerem Wasser befasste, das für die Regulierung der Geschwindigkeit von Neutronen in der Prozesskette genutzt wurde. Nebenbei leitete er nach wie vor die im Verlaufe des Krieges stark unterbesetzte physikalische Fakultät in Princeton.
Im Jahr 1944 sollte Smyth zunächst im Rahmen der Tolman-Kommission Empfehlungen für die Weiterentwicklung der Kernenergie nach dem Kriegsende ausarbeiten. Nach seinem eigenen Vorschlag im Frühjahr des Jahres erhielt er ab April 1944 von Groves den offiziellen Auftrag, die wissenschaftliche Arbeit und die Organisation des Atombombenprojektes zu dokumentieren. Hierzu erhielt er freien Zugang zu allen entsprechenden Informationen, Personen und ansonsten strengen Zugangsbeschränkungen unterliegenden Arbeitsbereichen des Projektes, konnte Daten zusammenstellen und sich mit den entscheidenden Personen unterhalten. Der Bericht entstand unter äußerster Geheimhaltung im Zeitraum von etwa 15 Monaten. Wenige Tage nach dem Abwurf der Atombomben auf Hiroshima und Nagasaki und nach Überprüfung auf etwaige sicherheitsrelevanten Informationen wurde der Atomic Energy for Military Purposes: The Official Report on the Development of the Atomic Bomb Under the Auspices of the United States Government oder auch kurz als Smyth Report bezeichnete Bericht von Präsident Truman nach seiner Rückkehr von der Potsdamer Konferenz zur Veröffentlichung ab dem 11. bzw. 12. August 1945 freigegeben. Mit diesem Bericht, der im September 1945 von Princeton University Press herausgegeben wurde und sich in mehr als 160.000 Exemplaren verkaufte, wurden die Amerikaner erstmals über die Entwicklungen der Kernwaffentechnik seit 1939 informiert. Smyth verzichtete auf das Copyright und seine Einkünfte aus der Herausgabe dieses Werkes, das Werk wurde als Public Domain vertrieben. Es entsprach seiner Überzeugung, das die letzte Verantwortung für die Politik der Nation dem Bürger obliegt, der aber seiner Verantwortung nur dann gerecht werden kann, wenn er über die Auswirkungen der Politik informiert ist.
Nach dem Krieg kehrte er zunächst nach Princeton zurück, ab 1946 nahm er die Joseph Henry Professur wahr. Darüber hinaus war er Beauftragter (Trustee) der Associated Universities Inc., die das Brookhaven National Laboratory und das National Radio Astronomy Observatory betrieb. In seinen Reden ging er besonders auf die Beziehungen zwischen Wissenschaft, Gesellschaft und Regierung ein. Nachdem auch andere Nationen die Fähigkeit zur Herstellung von Kernwaffen erlangt hatten, fanden drei Aspekte über die Kernenergie regelmäßig Erwähnung in seinen Reden und in seinen Veröffentlichungen: die historische Entwicklung der Kernenergie, ihre Verwendungsmöglichkeit im Frieden und die Notwendigkeit einer internationalen Überwachung der zukünftigen Entwicklung der Kernenergie.

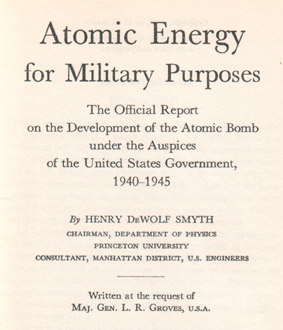
Titelseite des Smyth-Reports

Im Mai 1949 gab er die Leitung der physikalischen Fakultät in Princeton auf und wechselte vom 30. Mai 1949 bis 30. September 1954 als Kommissionsmitglied zur U.S. Atomic Energy Commission (AEC). Als einziger Wissenschaftler des Gremiums war er für die weitere Forschung und Entwicklung des amerikanischen Kernenergieprogramms und die Planung zukünftiger Kernkraftwerke verantwortlich. Bei zwei Ereignissen während seiner Tätigkeit bei der AEC spielte er eine wesentliche Rolle, zunächst bei der Entscheidung zur Entwicklung der Wasserstoffbombe und dann im Fall Oppenheimer. Die AEC hatte vor 1949 die Entwicklung einer Wasserstoffbombe bereits für möglich gehalten, zunächst aber nur mit wenigen Spezialisten die entsprechenden Forschungsprojekte betrieben. Nach der Zündung der ersten sowjetischen Atombombe im August 1949 nahm der Druck auf die AEC zu, die Entwicklung der Wasserstoffbombe mit höherem Aufwand schneller voranzutreiben, um damit die Überlegenheit der amerikanischen Militärtechnik zu wahren. Das aus neun Wissenschaftlern unter Leitung von Oppenheimer hinzugezogene Beratungsgremium sprach sich jedoch gegen die Beschleunigung des entsprechenden Forschungsprogrammes aus. Nachdem Senator Edwin C. Johnson am 1. November 1949 die Debatte um die beschleunigte Entwicklung in die Öffentlichkeit getragen hatte, teilte die AEC Präsident Truman die Empfehlung des beratenden Ausschusses und die Stellungnahmen der fünf AEC-Mitglieder mit und überließ ihm die letztendliche Entscheidung. Der Vorsitzende der AEC, David E. Lilienthal und die Kommissionsmitglieder Sumner Pike und Smyth hatten sich gegen eine Ausweitung des Programms ausgesprochen, die Kommissionsmitglieder Lewis Strauss und Gordon E. Dean sprachen sich dafür aus. Smyth sprach bei dieser Gelegenheit auch die nach seiner Meinung notwendige internationale Kontrolle von Atomwaffen an. Nachdem Truman noch Stellungnahmen des Verteidigungs- und des Außenministeriums zugegangen waren, gab er am 31. Januar 1950 seine Entscheidung bekannt, das Programm zur Entwicklung der Wasserstoffbombe voranzutreiben.
Von 1961 bis 1970 war Smyth Vertreter der Vereinigten Staaten und Mitglied des Board of Governors der Internationalen Atomenergie-Organisation (IAEO). Der Übergang der Verantwortung für die Sicherheit spaltbaren Materials von nationaler Hoheit in die Verantwortung der IAEO geht auf seine Initiative zurück. Zu seinem Nachfolger als Botschafter der Vereinigten Staaten bei der IAEO wurde der ehemalige Nasa-Koordinator Thomas Keith Glennan berufen. Smyth beriet das Außenministerium der Vereinigten Staaten bei Gestaltung von internationalen Verträgen zur friedlichen Nutzung der Atomenergie. Er vertrat als einziges Mitglied der Kommission der Atomic Energy Commission während der Sicherheitsüberprüfung seines Freundes J. Robert Oppenheimer die abweichende Meinung, dass Oppenheimer kein Sicherheitsrisiko sei.
Smyth war seit dem 30. Juni 1936 mit Mary de Coningh verheiratet.

## Ehrungen
1947 wurde Smyth in die American Philosophical Society und 1956 in die American Academy of Arts and Sciences gewählt. Er wurde mit dem Woodrow-Wilson-Award ausgezeichnet. Am 14. Oktober 1968 wurde Smyth zusammen mit Sigvard Eklund und Abdus Salam der Atoms for Peace Award verliehen.
Seit 1972 wird wechselweise durch die American Nuclear Society und das Nuclear Energy Institute (NEI) der nach DeWolf Smyth benannte Henry-DeWolf-Smyth-Nuclear-Statesman-Award an lebende Personen für die internationale Förderung der friedlichen Nutzung der Kernenergie verliehen. Der erste Empfänger des Preises im Jahr 1972 war Henry DeWolf Smyth selbst.
Die Universität Princeton hat zu seiner Ehrung eine Physik-Professur nach ihm benannt.

## Werke (Auszug)
- Matter, Motion and Electricity (zusammen mit Charles W. Ufford), 1939
- Henry DeWolf Smyth: Atomic Energy for Military Purposes. Princeton University Press, Princeton 1946, ISBN 0-8047-1722-2 (englisch, archive.org).
- Henry DeWolf Smyth: Atomenergie und Ihre Verwendung im Kriege. Ernst Reinhardt Verlag ; Princeton University Press, Basel ; NJ 1947 (Übersetzung von Friedrich Dessauer).

## Zitate
1. ↑  

„"the ultimate responsibility for our nation's policy rests on its citizens and they can discharge such responsibilities wisely only if they are informed."“

– siehe Übersichtsbiographie auf amphilsoc.org